# Lijst van Romeinse nederzettingen in Germania Inferior

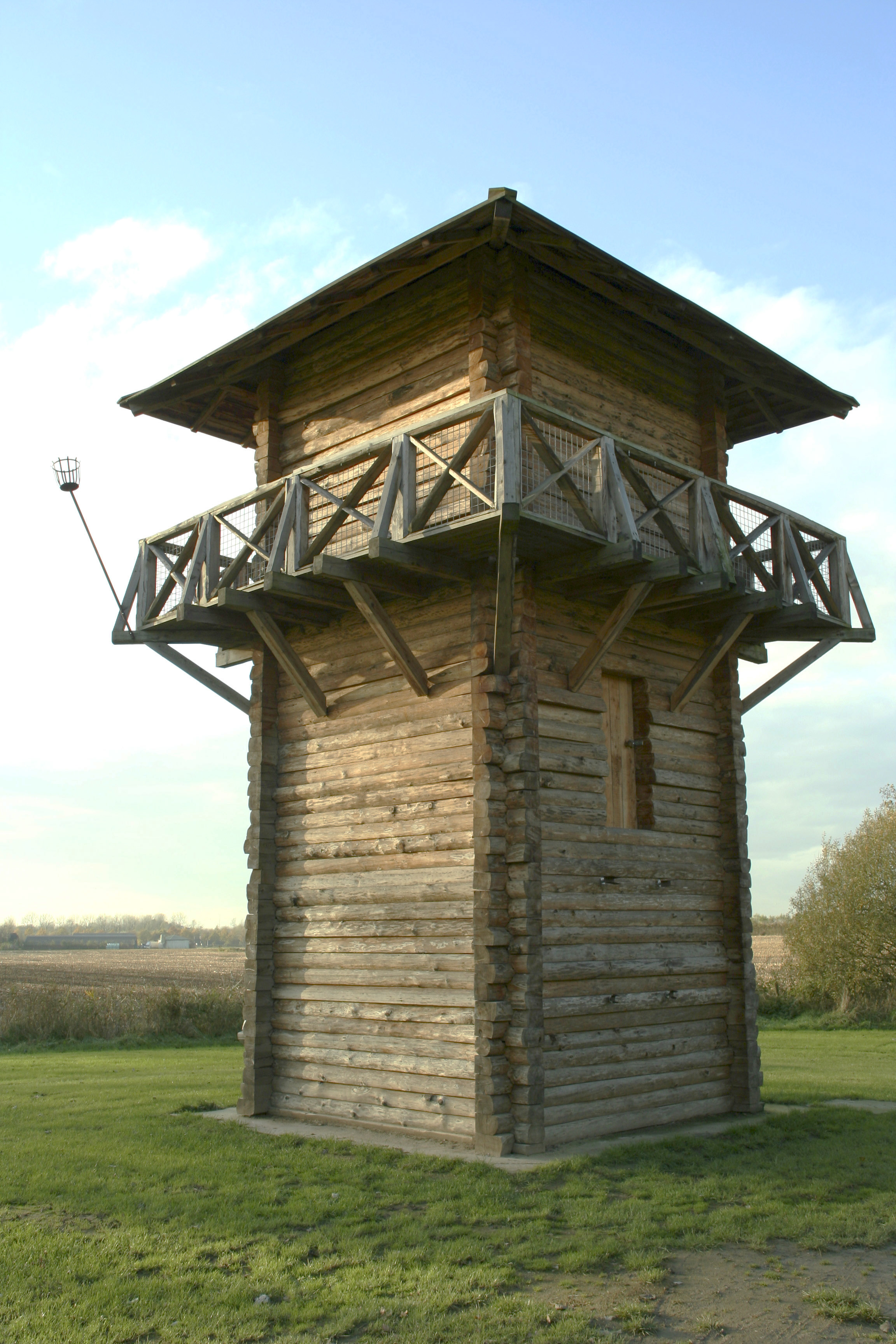
Replica van een Romeinse wachttoren bij Vechten, in de Romeinse tijd Fectio genaamd.

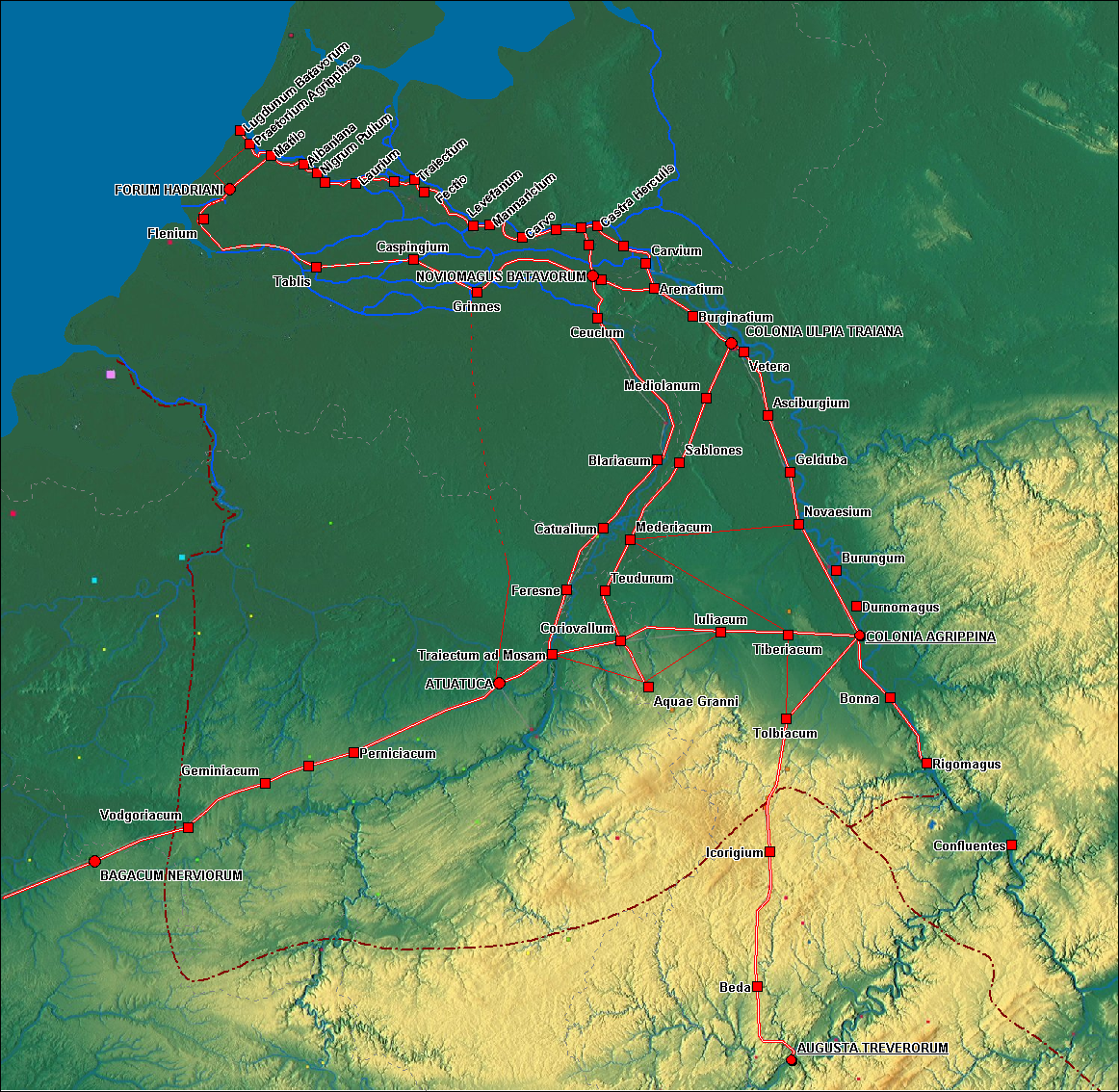
Kaart met wegen en plaatsen in Germania Inferior

De lijst van Romeinse nederzettingen in Germania Inferior is een opsomming van Romeinse nederzettingen (Latijns: vici ) in de provincie Neder-Germanië (Germania Inferior).

## Nederzettingen naar type
Deze Romeinse nederzettingen lagen in het achterland van de limes, de gordel van verdedigingstorens, legerkampen en garnizoenssteden op de noordgrens van het Romeinse Rijk die liep langs de toenmalige loop van de Donau en Rijn naar de Noordzee.
De nederzettingen in Germania Inferior bevonden zich in het hedendaagse Duitsland, Nederland en België en kunnen worden onderverdeeld in drie types:
- De Romeinse steden (colonia)
- De nederzettingen (vici), onderverdeeld in:

1. Canabae legionis, nederzettingen bij de Romeinse legerkampen (castra)
2. Nederzettingen bij Romeinse tempels (templum) of thermen (thermae)
3. Industrie- en/of handelsplaatsen
4. Nederzettingen bij knooppunten van de heerwegen (via)

- De landgoederen (villae rusticae)

Landgoederen lagen verspreid in de provincie. Enkele plaatsen waar resten van villae zijn gevonden: Aken, Bierbeek, Bingen am Rhein, Kerkrade, Luik-Jemelle, Modave, Plasmolen, Voerendaal. Zie ook: Gallo-Romeinse villa des Bruyères.

## Lijst van Romeinse nederzettingen in Germania Inferior

### Steden
| Huidige plaatsnaam | Romeinse benaming                  | Opmerkingen                           |
| ------------------ | ---------------------------------- | ------------------------------------- |
| Keulen             | Colonia Claudia Ara Agrippinensium | Colonia, hoofdstad van Neder-Germanië |
| Xanten             | Colonia Ulpia Traiana              | Colonia                               |
| Voorburg           | Municipium Aelium Cananefatium     | Municipium                            |
| Nijmegen           | Ulpia Noviomagus Batavorum         | Municipium                            |
| Tongeren           | Municipium Tungrorum               | Municipium                            |

### Canabae legionis
| Huidige plaatsnaam   | Romeinse benaming     | Opmerkingen |
| Alphen aan den Rijn  | Albaniana             | |
| Arnhem (Meinerswijk) | Castra Herculis       | |
| Asberg               | Asciburgium           | |
| Asperen              | Caspingium            | |
| Baerl                |                       | |
| Bodegraven           |                       | |
| Bonn                 | Castra Bonnensia      | |
| Boppard              | Boudobriga            | |
| Dormagen             | Durnomagus            | |
| Driel                |                       | Onzeker; geen resten gevonden |
| Duiven (Loowaard)    |                       | |
| Herwen               | Carvium               | |
| Kalkar               | Burginatium           | |
| Katwijk              | Lugdunum Batavorum    | In zee verdwenen, laatst gezien in de 16e eeuw                                                                                                |
| Kesteren             | Carvo                 | |
| Keulen-Alteburg      |                       | |
| Krefeld-Gellep       | Gelduba               | Vondsten te zien in Museum Burg Linn te Krefeld                                                                                               |
| Maurik               | Mannaricium           | Bij baggerwerkzaamheden in de jaren 70 zijn hier Romeinse resten gevonden. De Rijn heeft waarschijnlijk de meeste overblijfselen weggespoeld. |
| Monheim am Rhein     | Burungum              | Vondsten te zien in Archäologisches Museum Haus Bürgel                                                                                        |
| Neuss                | Novaesium             | |
| Qualburg             | Quadriburgium         | |
| Randwijk             |                       | Onzeker; geen resten gevonden |
| Remagen              | Rigomagus             | |
| Rindern              | Arenacum              | Vondsten in het plaatselijke Museum Forum Arenacum                                                                                            |
| Roomburg             | Matilo                | Resten van castellum Matilo en bijbehorende vicus zijn beschermde monumenten en worden behouden in de grond (in situ).                        |
| Utrecht              | Traiectum             | |
| Valkenburg           | Praetorium Agrippinae | |
| Vechten              | Fectio                | |
| Vleuten              | Fletio                | |
| Wijk bij Duurstede   | Levefanum             | Ligt waarschijnlijk in de huidige rivier de Lek                                                                                               |
| Woerden              | Laurium               | |
| Zwammerdam           | Nigrum Pullum         | |

### Tempels en thermen
| Huidige plaatsnaam      | Romeinse benaming     | Opmerkingen                     |
| ----------------------- | --------------------- | ------------------------------- |
| Aken                    | Aquae Granni          | (Thermen)                       |
| Aken-Kornelimünster     | Varnenum              | (Tempel)                        |
| Bergheim-Fronhoven      |                       | (Tempel)                        |
| Bergheim-Morken         |                       | (Tempel)                        |
| Bornheim-Sechtem        |                       | (Tempel)                        |
| Colijnsplaat            | Ganuenta ?            | (Tempel)                        |
| Düren-Hoven             |                       | (Tempel)                        |
| Domburg                 |                       | (Tempel)                        |
| Elst                    | Helisthe              | (Tempel en Thermen)             |
| Euskirchen-Nöthen/Pesch |                       | (Tempel)                        |
| Krefeld-Elfrath         |                       | (Tempel)                        |
| Meerbusch-Ossum         |                       | (Tempel)                        |
| Heerlen                 | Coriovallum           | (Thermen, nu het Thermenmuseum) |
| Rijsbergen              |                       | (Tempel)                        |
| Valkenburg              | Praetorium Agrippinae | (Tempel)                        |

### Industrie- en handelsplaatsen
| Huidige plaatsnaam     | Romeinse benaming | Opmerkingen              |
| ---------------------- | ----------------- | ------------------------ |
| Aken-Schönforst        |                   | Handelsplaats            |
| Andernach              | Antunnacum        | Steengroeves             |
| Bad Neuenahr-Ahrweiler |                   | IJzerbewerking           |
| Bergheim-Gressenich    | Crassiniacum      | Mijnbouw                 |
| Kall-Keldenich         |                   | Mijnbouw                 |
| Sinzig                 |                   | Pottenbakkerij           |
| Stolberg-Breinigerberg |                   | Mijnwerkersplaatsje      |
| Vettweiß-Soller        |                   | Pottenbakkerij           |
| Tegelen                | Tegula?           | Potten en pannenbakkerij |
| Wenau                  |                   | Pottenbakkerij           |

### Nederzettingen bij kruispunten
| Huidige plaatsnaam        | Romeinse benaming | Opmerkingen                      |
| ------------------------- | ----------------- | -------------------------------- |
| Ahrweiler                 |                   |                                  |
| Bitburg                   | Beda              |                                  |
| Blerick (Venlo)           | Blariacum         |                                  |
| Bergheim-Elsdorf          |                   |                                  |
| Bergheim-Kerpen-Blatzheim |                   |                                  |
| Bergheim-Nörvenich        | Norboniacum       |                                  |
| Bergheim-Thorr            | Tiberiacum        |                                  |
| Bonn                      | Vicus Bonnensis   |                                  |
| Cuijk                     | Ceuclum           |                                  |
| Dilsen                    | Feresnis          |                                  |
| Düren-Baesweiler          |                   |                                  |
| Düren-Mariaweiler         | Marcodurum        |                                  |
| Euskirchen-Billig         | Belgica vicus     |                                  |
| Euskirchen-Iversheim      |                   |                                  |
| Euskirchen-Marmagen       | Marcomagus        |                                  |
| Euskirchen -Nettersheim   |                   |                                  |
| Halder                    |                   |                                  |
| Heerlen                   | Coriovallum       |                                  |
| Heel                      | Catualinum        |                                  |
| Jülich (Gulik)            | Iuliacum          |                                  |
| Jünkerath                 | Icorigium         |                                  |
| Keulen-Woeringen          |                   |                                  |
| Maastricht                | Mosa Trajectum    |                                  |
| Melick                    | Mederiacum        |                                  |
| Mönchengladbach-Mülfort   |                   |                                  |
| Ouddorp                   |                   |                                  |
| Pont                      | Mediolanum        |                                  |
| Rheinbach-Flerzheim       |                   |                                  |
| Rimburg                   |                   |                                  |
| Rossum                    | Grinnibus         |                                  |
| Kaldenkerken              | Sablones          | Statio verbinding naar Blariacum |
| Tüddern                   | Theudurum         |                                  |
| Viersen-Vorst             |                   |                                  |
| Wesseling                 |                   |                                  |
| Wijchen                   |                   |                                  |
| Zülpich                   | Tolbiacum         |                                  |